# فيل بيكر (لاعب كرة قاعدة)
فيل بيكر (بالإنجليزية: Phil Baker)‏ هو لاعب كرة قاعدة أمريكي، ولد في 19 سبتمبر 1856 في فيلادلفيا في الولايات المتحدة، وتوفي في 4 يونيو 1940 في واشنطن العاصمة في الولايات المتحدة.

## وصلات خارجية
- فيل بيكر على موقعبيزبول رفرنس.كوم (الدوري الرئيسي) (الإنجليزية)